# Ron Mercer
Ronald „Ron” Eugene Mercer (ur. 18 maja 1976 w Nashville) – amerykański koszykarz, występujący na pozycjach obrońcy oraz skrzydłowego.
W 1995 wystąpił w meczu gwiazd amerykańskich szkół średnich - McDonald’s All-American.

## Osiągnięcia
NCAA
- Mistrz NCAA (1996)[2]
- MVP turnieju SEC (1997)[3]
- Zawodnik Roku Konferencji SEC (1997)[3]
- Zaliczony do[3]:
  - I składu:
    - All-American (1997)
    - turnieju SEC (1997)
    - NCAA Final Four (1996, 1997 przez AP)[4]
- MOP turnieju Great Alaska Shootout (1997)[3]

NBA
- Zaliczony do składu I składu debiutantów NBA (1998)[5]
- Uczestnik Rookie Challenge (1998)[3]